# Carlo Cotti (regista)
Carlo Cotti (Milano, 24 maggio 1939) è un regista italiano.

## Biografia
Esordì come attore in piccoli ruoli nel 1960 nel film Rocco e i suoi fratelli di Luchino Visconti, e in Risate di gioia di Mario Monicelli; in questo film conobbe Anna Magnani che gli consiglia di dedicarsi alla regia. Negli anni sessanta lavora come assistente di produzione con Riccardo Freda, Roberto Rossellini, Alessandro Blasetti, Joseph Losey e fu aiuto regista di John Huston, Franco Zeffirelli, Alberto Lattuada, oltre che di Nanni Loy e Losey. Negli anni settanta dirige alcuni spot pubblicitari ed esordisce come regista teatrale al Teatro Gerolamo di Milano. Durante gli anni ottanta lavora anche per la televisione di stato, realizzando alcuni servizi speciali per Mixer su Rai 2. Nel 1986 esordisce come regista dirigendo Sposerò Simon Le Bon al quale segue nel 1989 un secondo, Partire in quarta, di cui scrive anche la sceneggiatura, ed è realizzato in Francia. Nel 1987 dirige il film Portami la luna, esordio come attrice televisiva di Sabrina Ferilli, e scrive la sceneggiatura e dirige Il miracolo della fede.

## Filmografia

### Regista

#### Cinema
- Sposerò Simon Le Bon (1986)
- Un amore dannato (Bille en tête) (1989)

#### Televisione
- La Scala  (200 anni del Teatro alla Scala) documentario (1982)[5]
- Portami la luna (1987)
- Il bel canto (2015)

### Soggettista
- Il ragazzo del Pony Express, regia di Franco Amurri (1986)

## Teatro
- Ieri e sempre (1975)
- Amore e morte nell'Opera pucciniana (1975)
- Bologna fra un treno e l'altro (1976)
- Harold e Maude (1977)
- L'italiana in Algeri (1978)
- Il miracolo della fede (1993)
- Voglia di vita (1997)
- Serata d'onore per Nino Rota (1998)
- Madre Bakita sorella universale (2000)

## Riconoscimenti
- 1972 – Carosello d'oro per Grappa Piave
- 1977 – Premio Schermo d'oro per il documentario Feste e teatro a Sabbioneta e Mantova
- 1986 – Nastri d'argento 1986 – Candidatura come migliore regista esordiente per Sposerò Simon Le Bon
- 1989 – Festival Film d'Amour di Mons – Premio del pubblico per Bille en tête
- 1989 – Festival du film de Cabourg – Premio del pubblico per Bille en tête
- 2018 – Busto Arsizio Film Festival – Premio Stracult
- 2019 – Premio Quiliano Cinema